# Cratere Lucena
Lucena è un cratere sulla superficie di Mercurio.
Il nome, adottato dall'Unione Astronomica Internazionale il 7 febbraio 2025, onora la pittrice colombiana Clemencia Lucena.